# Courbevoie
 Courbevoie  (pronunciación en francés: /kuʁbəvwa/) es una comuna (municipio) de Francia, en la región de Isla de Francia, departamento de Altos del Sena, en el distrito de Nanterre. Es chef-lieu de dos cantones: Courbevoie-Nord y Courbevoie-Sud. 
El barrio de La Défense, principal barrio de negocios de París, se ubica en gran parte en Courbevoie. 
Durante los Juegos Olímpicos de París 1900 Courbevoie (sede la Sociedad Náutica del Bajo Sena, en francés Société nautique de la basse Seine) fue el lugar donde se desarrollaron las competiciones de remo, natación y waterpolo. En aquellos juegos olímpicos de 1900, el estilo crawl fue olímpico por vez primera.

## Localización
Courbevoie es una villa situada en la periferia (banlieue) oeste de París, a dos kilómetros de los límites de la capital francesa. Está situada en la orilla derecha del río Sena, y en el sur de su territorio se levanta parte del barrio (quartier) de la Défense. Al norte está situado Asnières-sur-Seine por donde limita con los municipios (communes) de La Garenne-Colombes y Bois-Colombes; al este, con  Levallois-Perret; al sureste, con Neuilly-sur-Seine; al suroeste con Puteaux, y al oeste con Nanterre.

## Extensión y relieve
La superficie de la comuna es de 417 hectáreas; la altitud varía de 25 a 56 metros sobre el nivel del mar.

## Demografía
| 1 400 | 1 316 | 1 500 | 1 372 | 2 763 | 2 488 | 3 768 | 4 302 | 5 548 | 10 553 | 9 862 | 13 288 | 11 934 | 15 112 | 15 937 | 17 597 | 20 105 | 25 330 | 31 191 | 38 138 | 46 053 | 48 888 | 54 185 | 58 638 | 55 080 | 59 730 | 59 491 | 58 118 | 54 488 | 59 830 | 65 389 | 69 694 | 84 974 |
| Para los censos de 1962 a 1999 la población legal corresponde a la población sin duplicidades (Fuente: INSEE [Consultar]) |       |       |       |       |       |       |       |       |        |       |        |        |        |        |        |        |        |        |        |        |        |        |        |        |        |        |        |        |        |        |        |        |

## Hijos ilustres
- Louis-Ferdinand Céline, escritor
- Arletty, actriz
- Louis de Funès, actor
- Michel Rocard, político
- Jacques Henri Lartigue, fotógrafo
- Claire sombert, bailarina, actriz